# Ritoznoj
Ritoznoj – wieś w Słowenii, w gminie Slovenska Bistrica. W 2018 roku liczyła 212 mieszkańców.